# Georg Hermann Ritter
Georg Hermann Ritter (* 15. Dezember 1827 in Leese bei Hannover; † 25. Dezember 1874 in Tokio) war ein deutscher Apotheker und Chemiker, der als Dozent  naturwissenschaftlicher Fächer, zuletzt an der japanischen Kaisei Gakkō in Tokyo, deutsches Fachwissen an zukünftige japanische Wissenschaftler vermittelt hat.

## Leben und berufliche Entwicklung
Georg Hermann Ritter wurde am 15. Dezember 1827 als Sohn des Rittmeisters a. D. und Amtsvogtes in Stolzenau Ludwig Siegfried Heinrich Ritter und dessen Ehefrau Maria „Maschinka“ Agathe geborene Soltau (1791–1862) in Leese bei Hannover geboren. Am 3. Februar des Folgejahres wurde er auf den Namen Georg Hermann in Leese getauft. Sein Großvater mütterlicherseits war der bedeutende Schriftsteller, Übersetzer und Polyglot Dietrich Wilhelm Soltau (1745–1827) wohnhaft in Lüneburg.
Georg Hermann war knapp fünf Jahre alt, als sein Vater am 1. Dezember 1832 an einem Magengeschwür verstarb. Die Mutter zog 1834 mit ihren fünf Kindern (3 Söhne und 2 Töchtern) zu ihrer Schwester Engel Margaretha „Meta“ Soltau und ihrem Schwager Georg Christoph Ritter, jüngster Bruder seines Vaters, auch Hauptmann a. D., und Cassierer bei der Saline Lüneburg, nach selbiger Stadt. Hier besuchte Georg Hermann das Johanneum und schloss seine Schulausbildung 1842 ab.  Da sein Interesse besonders naturwissenschaftlichen Themen galt, absolvierte er anschließend eine Lehre als Apotheker. Bis 1850 war er in verschiedenen regionalen Apotheken tätig, um sein berufliches Praxiswissen weiter zu vertiefen. Dem schloss sich die Leitung einer Apotheke in St. Louis (USA) an. 1854 kehrte er nach Deutschland zurück.
Unmittelbar nach seiner Rückkehr begann er ein naturwissenschaftliches Studium an der Universität Göttingen. Hier war unter anderem der Chemiker Friedrich Wöhler einer seiner Lehrer. Das Studium schloss Ritter 1857 erfolgreich ab. Anschließend nahm er eine Tätigkeit an der Landwirtschaftlichen Versuchsstation in Möckern bei Leipzig auf. In dieser Zeit unternahm er mehrere beruflich bedingte Reisen nach Moskau, Paris und St. Petersburg. Ab 1859 war er Dozent und Laborpraktiker an der Polytechnischen Schule in Hannover. Seine Dissertation Über das Ultramarin reichte er 1860 an der Universität Göttingen ein. Noch im selben Jahr erhielt er seine wissenschaftliche Anerkennung als Doktor phil.

## Lehrtätigkeit in Japan
Auf Vermittlung des Kaufmanns Julius Adrian erhielt Georg Hermann Ritter 1870 eine Einladung durch die japanische Meiji-Regierung, seine Arbeit mit Studenten in Japan fortzusetzen. Das Ziel seines Einsatzes bestand in der Vermittlung deutschen Lehr- und naturwissenschaftlichen Fachwissens zur Ausbildung wissenschaftlichen Personals sowie für Nachwuchskräfte der japanischen Wirtschaft. Ursprünglich sollte er an der höheren Lehranstalt in Kanazawa unterrichten, die Pläne wurden aber aufgegeben. Stattdessen wurde er – zunächst für sechs Monate – als Lehrer in den Fachgebieten Chemie und Physik im chemischen Laboratorium der Osaka-Akademie in Osaka verpflichtet, wo unter anderen Takamine Jōkichi sein Schüler war. Sein Vertrag wurde immer wieder verlängert, und das japanische Kultusministerium gab seine Vorlesungsskripte als Lehrbücher heraus. Am 6. Juni 1872 hatte Ritter die Gelegenheit, bei einem Besuch der Bildungseinrichtung durch den Meiji-Tenno eine Demonstrationen seiner Lehr- und Experimentierarbeit vorzuführen. Es war eine außerordentliche Ehre für einen Ausländer wie Ritter, einem solchen Besuch des japanischen Kaisers beiwohnen zu dürfen. Im März 1873 erfolgte seine Berufung an das 1862 gegründete Kaisei gakkō, die spätere Universität Tokyo. Hier wirkte er ebenfalls als Dozent in den Fachgebieten Chemie und Physik. Am 9. Juli 1873 erhielt er aus Anlass eines Besuches des Meiji-Tenno abermals die Gelegenheit, seine Arbeit mit den japanischen Studenten zu demonstrieren.
Am Ende des Jahres 1874 erkrankte Ritter an den Pocken und verstarb am 25. Dezember 1874 in Tokio. Er wurde auf dem Ausländerfriedhof in Yokohama bestattet.

## Würdigung
Auf dem Friedhof Yanaka in Tokio ließen Ritters Studenten einen 2,5 m hohen Gedenkstein mit der Inschrift „Dem Andenken des Herrn Hermann Ritter Dr. phil. gewidmet – von seinen Studenten“ errichten, der im Mai 1875 eingeweiht wurde.  Um die von ihm begonnene Arbeit in den naturwissenschaftlichen Disziplinen auch außerhalb der Hochschule fortzusetzen, gründeten 1877 ehemalige Studenten die Wissenschaftliche Gesellschaft für Chemie in Japan.